# Кожљак
Кожљак (итал. Cosliacco) је насељено место у саставу општине Кршан у Истарској жупанији, Хрватска. До територијалне реорганизације у Хрватској налазили су се у саставу старе општине Лабин.

## Географија
Насеље је смештено на западним падинама Учке уз Чепићко поље. Налази се локалном путу Шушњевица—Возилићи Становништво се бави пољопривредом и сточаством а до исушивања Чепћког језера бвило се и рибарством.

## Историја
Насеље се састоји од два дела, средњовековног каштела и новог насеља насталог у близини. Каштел је смештен на стрмој литици (184 м) уз стари пут који је повезивао Истру с Либурнијом. Подигнут је на месту некадашње присторијске градине, а први се пут помиње у доба аквилејских патријарха 1102. под именом Castrum Iosilach а познат је и под називима Gosilach, Wachsenstein (од 13. века)) и Кожљак.
Припадао је аустријском делу Истре, а налазио се на самој граници аустрија и Млетачка република|млетачке Истре. Најпознатији власници Кожљака биле су породице Николић и Мојсијевић. Највећу површину је захватао за време владаљ сењске породице Мојсијевић, када се кожљачка територија простирала на Учки додирив Вепрначке комуне, долином се ширио до бољунског поља, а обухватао је: Брдо, Гробник, Посерт, Летај, Шушњевицу и Село. Каштел се састојао од стамбених и привредних (господарских) зграда. Био је опасан одбрамбеним зидинама и кулом.

## Становништво
Према последњем попису становништва из 2011. године у насељу Кржљак живело је 160 становника.
| година пописа  | 1857 | 1869 | 1880 | 1890 | 1900 | 1910 | 1921 | 1931 | 1948 | 1953 | 1961 | 1971 | 1981 | 1991 | 2001 | 2011 |
| бр. становника | 497  | 430  | 477  | 490  | 556  | 574  | 635  | 579  | 466  | 543  | 424  | 333  | 250  | 196  | 193  | 160  |

Напомена:Исказиваљно под именом Села 1880. и Село од 1989 до 1910. а у приоду 1921. до 1991 под именом Козљак. Садржи податке за бивше насеље Катун, које је од 1880. до 1910. исказивано као насеље и бивше насеље Мала Краска које је у 1857, 1869 и 1921. исказивано као насеље.